# Philomena Mealing
Philomena Mealing   (Woolloomooloo, 28 de juliol de 1912 - Sydney, 1 de gener de 2002), també coneguda com a Bonnie Mealing, fou una nedadora australiana que va competir durant les dècades de 1920 i 1930.
El 1928 va prendre part en els Jocs Olímpics d'Amsterdam, on disputà dues proves del programa de natació. En ambdues, els 100 metres lliures i 100 metres esquena quedà eliminada en sèries. En acabar els jocs se centrà en la modalitat d'esquena i el febrer de 1930 va establir un nou rècord del món dels 100 metres esquena amb un temps d'1m 20.6". El 1932, als Jocs de Los Angeles, guanyà la medalla de plata en la prova dels 100 metres esquena del programa de natació.
El 1933 va establir un nou rècord mundial en els 200 metres esquena, però poc després es va retirar de la natació.
A la seva mort, el 2002, Mealing era la darrera medallista australiana supervivent dels Jocs Olímpics de 1932 i l'últim membre supervivent de la selecció australiana als Jocs Olímpics de 1928.